# Liedekerke (stacja kolejowa)
Liedekerke (niderl. Station Liedekerke) – stacja kolejowa w Liedekerke, w prowincji Brabancja Flamandzka, w Belgii. Znajduje się na linii 50 Bruksela - Gandawa. 

## Linie kolejowe
- Linia 50 Bruksela - Gandawa